# 蒙大拿州學院和大學列表
以下是蒙大拿州目前运营的公立和私立高等教育机构列表。

## 公立
- 蒙大拿州立大学 （Montana State University）
- 蒙大拿大學理工學院 (Montana Tech of the University of Montana)
- 蒙大拿大学 （University of Montana）

## 私立
- 阿波羅大學（Apollos University）